# Малая Мегипугольская
Ма́лая Мегипугольская — река в России, в Александровском районе Томской области. Устье реки находится в 4 км по правому берегу Мегипугольской протоки Оби. Длина реки составляет 54 км, площадь водосборного бассейна 276 км².
В 3 километрах ниже по течению Оби находится река Большая Мегипугольская, между двумя реками — болото Кандаковское, южнее Малой Мегипугольской — болото Долгое.
Напротив устья на Оби находится остров Мегипугольский.

## Данные водного реестра
По данным государственного водного реестра России относится к Верхнеобскому бассейновому округу, водохозяйственный участок реки — Обь от впадения реки Васюган до впадения реки Вах, речной подбассейн реки — Васюган. Речной бассейн реки — (Верхняя) Обь до впадения Иртыша.
Код объекта в государственном водном реестре — 13010900112115200036002.